# Eristalinus
Eristalinus es un género de mosca sírfida. La mayoría tienen ojos característicos con bandas o manchas. Son moscas robustas, buenos voladores.
Suelen tener colores y apariencia de abejas que les confiere cierta defensa ya que no pican pero se asemejan a especies que tienen esta defensa, mimetismo batesiano. Las larvas viven en aguas estancadas, barro o materias fecales. Son llamadas gusanos cola de rata por su cola alargada. 
Su distribución original es paleártica, afrotropical, oriental hasta Nueva Guinea. Algunas especies han sido introducidas en otras partes del mundo. Hay dos especies en Norteamérica.

## Especies
Hay alrededor de 100 especies en cuatro subgéneros.
Por subgénero:
Eristalinus
- Eristalinus riki Violovitsch, 1957
- Eristalinus sepulchralis (Linnaeus, 1758

Lathyropthalmus (cerca de 80 especies; global) 
- Eristalinus aeneus (Scopoli, 1763)
- Eristalinus aequalis (Adams, 1905)
- Eristalinus arvorum (Fabricius, 1787)
- Eristalinus astrops Hull, 1941
- Eristalinus basalis (Shiraki, 1968)
- Eristalinus cerealis Fabricius, 1805
- Eristalinus dissimilis (Adams, 1905)
- Eristalinus dubiosus (Curran, 1939)
- Eristalinus dulcis Karsch, 1887
- Eristalinus euzonus Loew, 1858
- Eristalinus flaveolus Bigot, 1880
- Eristalinus gymnops Bezzi, 1915
- Eristalinus haileyburyi (Nayar, 1968)
- Eristalinus hervebazini Kløcker, 1926
- Eristalinus invirgulatus (Keiser, 1958)
- Eristalinus ishigakiensis (Shiraki, 1968)
- Eristalinus japonica van der Goot, 1964
- Eristalinus kyokoae Kimura, 1986
- Eristalinus longicornis (Adams, 1905)
- Eristalinus melanops Karsch, 1887
- Eristalinus modestus (Wiedemann, 1818)
- Eristalinus myiatropinus (Speiser, 1910)
- Eristalinus obliquus Weidemann, 1824
- Eristalinus quinquelineatus (Fabricius, 1781)
- Eristalinus quinquestriatus (Fabricius, 1794)
- Eristalinus tabanoides (Jaennicke, 1867)
- Eristalinus tarsalis (Macquart, 1855)
- Eristalinus trizonatus (Bigot, 1858)
- Eristalinus velox (Violovitsh, 1966)
- Eristalinus vicarians Bezzi, 1915
- Eristalinus viridis Coquillett
- Eristalinus xanthopus Bezzi, 1915

Eristalodes (13 especies; Paleártico, Afrotropical, Asia y Oceanía)
- Eristalinus barclayi Bezzi, 1915
- Eristalinus fuscicornis (Karsch, 1887)
- Eristalinus megacephalus (Rossi, 1794)
- Eristalinus paria (Bigot, 1880)
- Eristalinus plurivittatus Macquart, 1855
- Eristalinus seychellarum Bezzi, 1915
- Eristalinus taeniops (Wiedemann, 1818)

Helophilina (1 especie; Afrotropical) 
- Eristalinus taeniaticeps Becker, 1922

Merodonoides (5 especies; Afrotropical, Asia y Oceanía) 
- Eristalis circulis Curran 1931b